# Leptogaster obscuripennis
Leptogaster obscuripennis là một loài ruồi trong họ Asilidae. Leptogaster obscuripennis được Johnson miêu tả năm 1895. Loài này phân bố ở vùng Tân Bắc giới.